# Тіпаза (руїни)
36°35′ пн. ш. 2°26′ сх. д. / 36.583° пн. ш. 2.433° сх. д.
Тіпаза — руїни давньоримського міста у римській провінції Мавретанія Цезарейська, яка в даний час називається Тіпаса та розташована в прибережній частині центрального Алжиру. З 2002 року була віднесено ЮНЕСКО до «Всесвітньої спадщини». Існувало ще одне місто з такою ж назвою: Тіпаза в Нумідії.

## Історія

### Давня історія
Завдяки пунічній торгівлі та завоювання Стародавнім Римом місто з маленького поселення перетворилось у військову колонію імператора Клавдія для завоювання Мавретанського царства. Після цього він став містом Колонія Aelia Augusta Tipasensium з населенням 20000 жителів в 4 столітті.
Римське місто було побудоване на трьох невеликих пагорбах, що розташувались біля моря, у 20 кілометрах на схід від Кесарії.
Більшість будинків розташовувались на центральному пагорбі. Але від них нічого не залишилось. Лише руїни трьох церков нагадують про колишню велич: Велика базиліка і базиліка Св. Александра на західному пагорбі та базиліка Св. Сальси на східному пагорбі, два кладовища, лазні, театр, амфітеатр і Німфея. Можна чітко простежити лінію фортечних валів. А біля підніжжя східного пагорба збереглися залишки стародавньої гавані.
Базиліка Святої Сальси складається з нефа з двома проходами. На стінах до нашого часу збереглася мозаїка.
Велика базиліка протягом багатьох століть руйнувалась, але все ще можна розгледіти план будівлі, який був розділений на сім проходів. Під фундаментом церкви знаходяться могили висічені з твердих порід каменю. Один з них має круглу форму діаметром 18 метрів для розташування 24 трун.
|  | Під час римського володіння місто, завдяки своїм гаваням та центральному положенню в системі римських прибережних доріг в Північній Африці, досягло великого економічного і військового значення. Стіна збудована навколо міста, протяжністю майже 7500 футів (2300 метрів), захищала від кочових племен. Тіпаса стала важливим центром християнства в ІІІ столітті. Перший християнський напис в Тіпаса датується 238 роком. В наступних ІІІ-IV ст. у місті було побудовано велику кількість християнських культових споруд - найбільше в сучасному Алжирі... (Британська енциклопедія) |

.

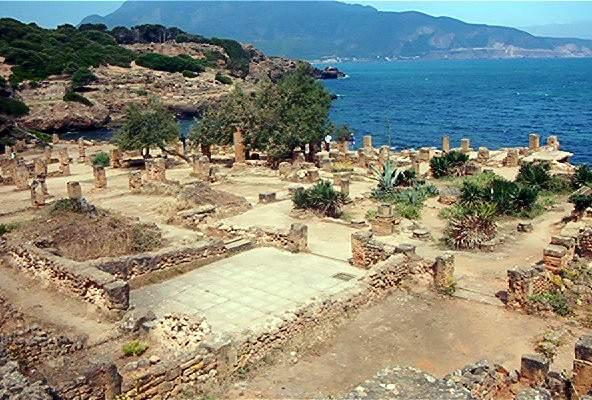
Руїни римського міста Тіпаса

Крім торгівлі в Тіпаса також розвивалась освіта та мистецтво. Вже в ІІІ столітті місто стало центром єпископату.
Тіпаса була частково зруйнована вандалами в 430 р. н. е., але відновлена візантійцями одне століття по тому.
У 484 році король вандалів Хунер (477—484) вигнав єпископа Аріана. Після цього багато жителів втекли до Іспанії. А ті, що залишились жорстоко переслідуються.
Тіпаса відродилась на короткий час під час візантійської окупації в VI столітті. В цей час араби перейменували місто Tefassed, що в перекладі означає сильно пошкоджене. Наприкінці VI століття місто було зруйноване арабами і довго стояло в руїнах.
 

### Новий час
У 1857 році місто було відновлене і стало центром області. Нині в ньому живе близько 30 000 жителів, головним чином берберомовних груп західного Алжиру.

## Тіпаза в Нумідії
Іноді Тіпаса називається «Тіпаса в Мавретаніі», тому що там був ще один Тіпаза в римській Африці у римській провінції Нумідія (також нинішній Алжир). Тіпаза (в Нумідії) розташований 88 км на південь від м. Аннабає

## Галерея

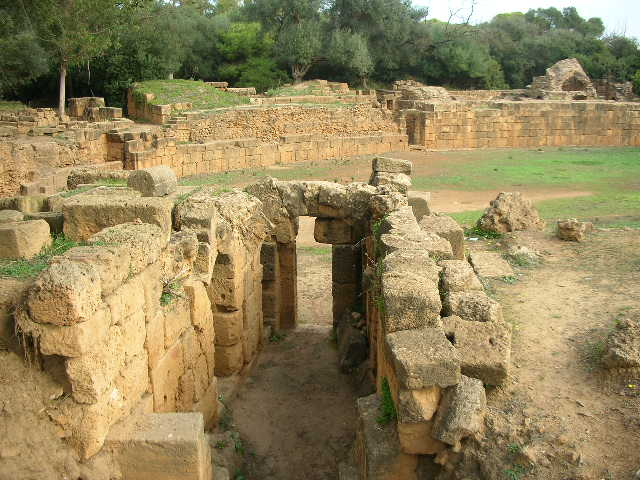
Вид Тіпаси, Алжир
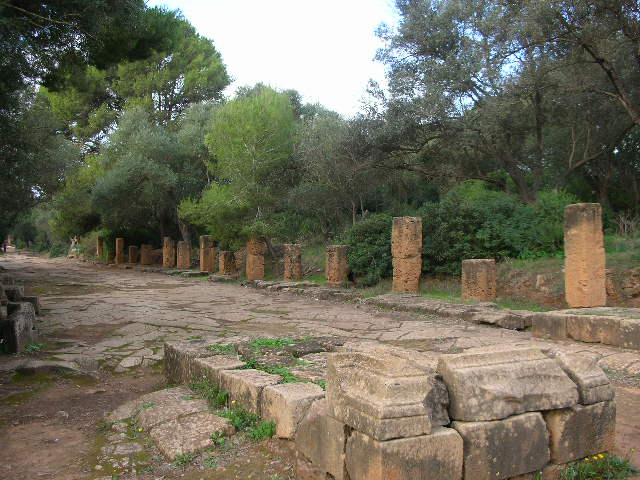
Руїни Римської базиліки в Тіпасі
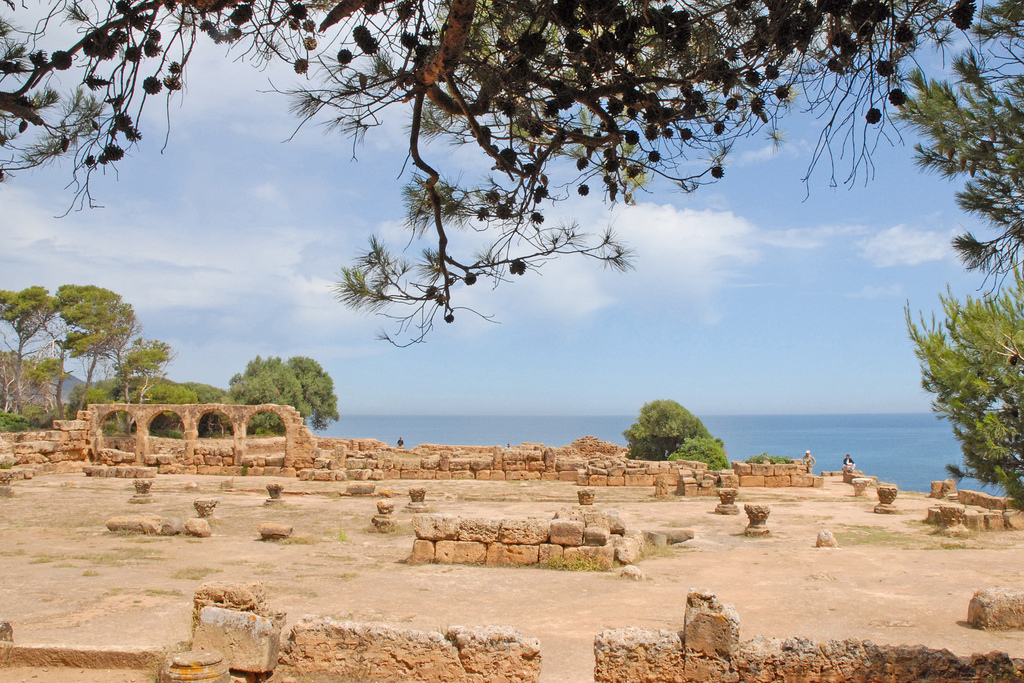
Руїни християнської церкви
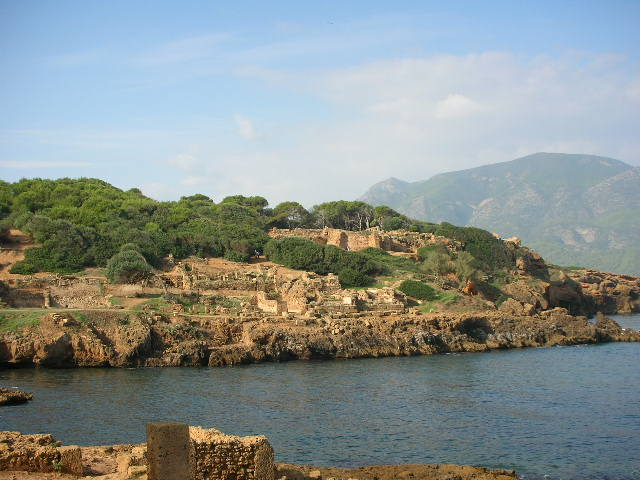
Римські руїни в Тіпасі
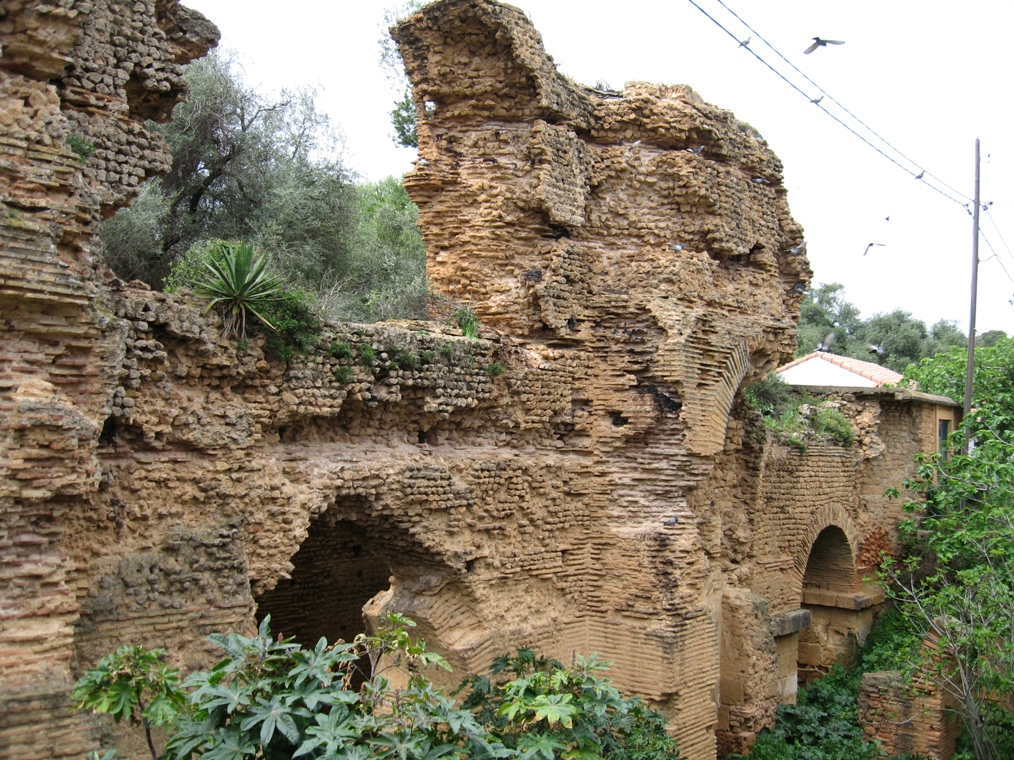
Тіпаса (Алжир)
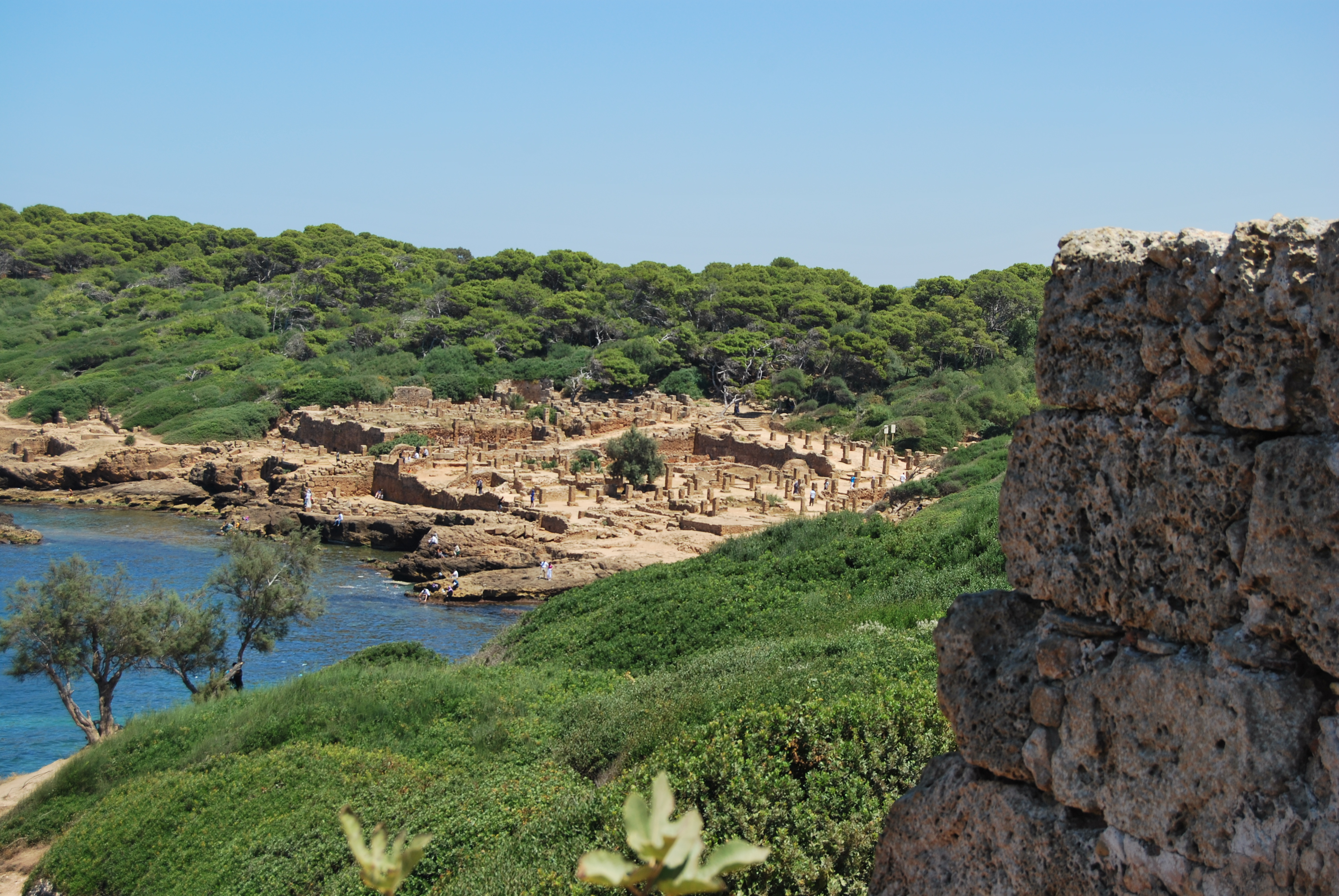
Панорамний вид на Тіпасу
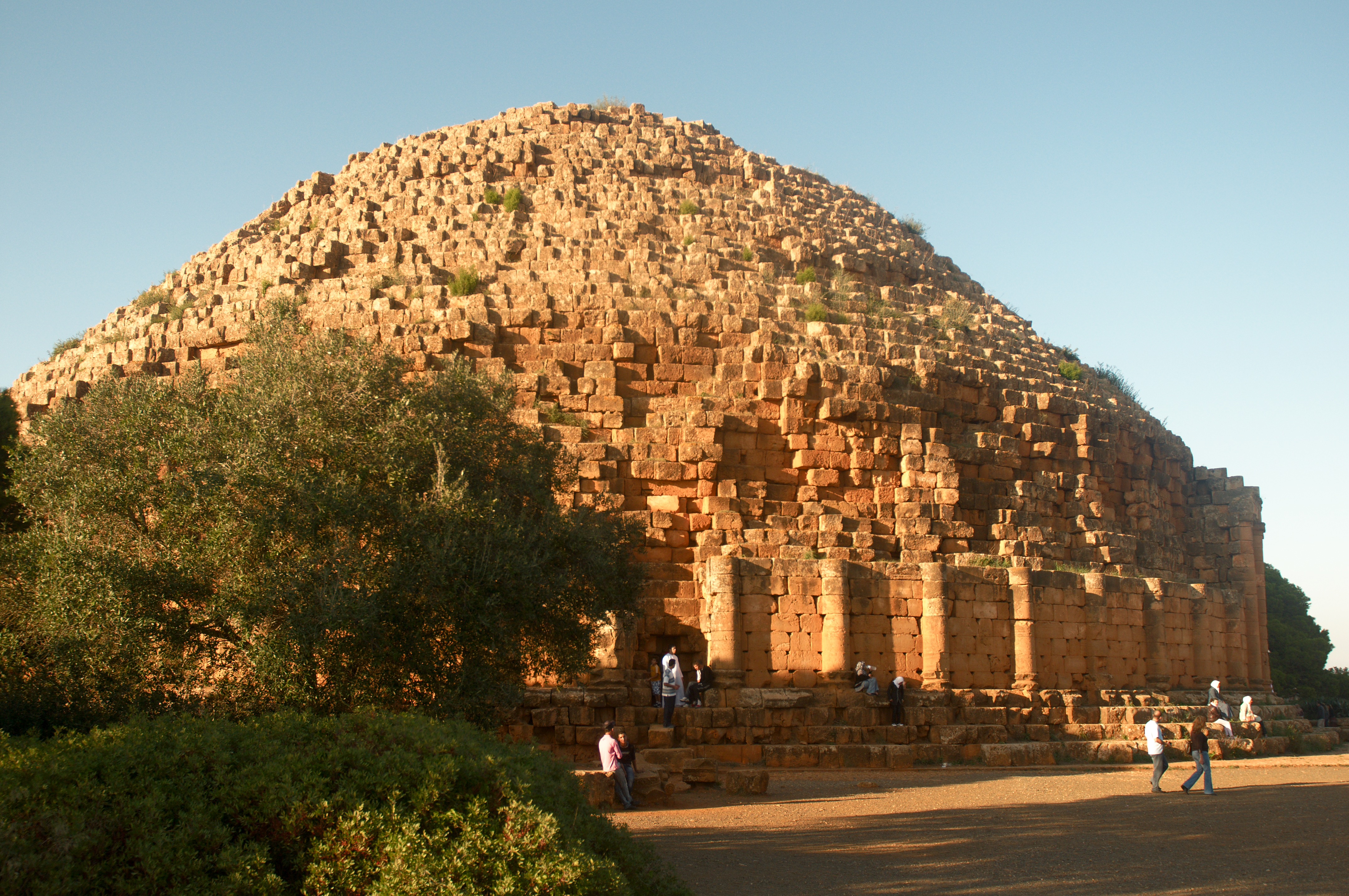
Гробниця Юби II та Клеопатри Селени II